# Friche Laiterie

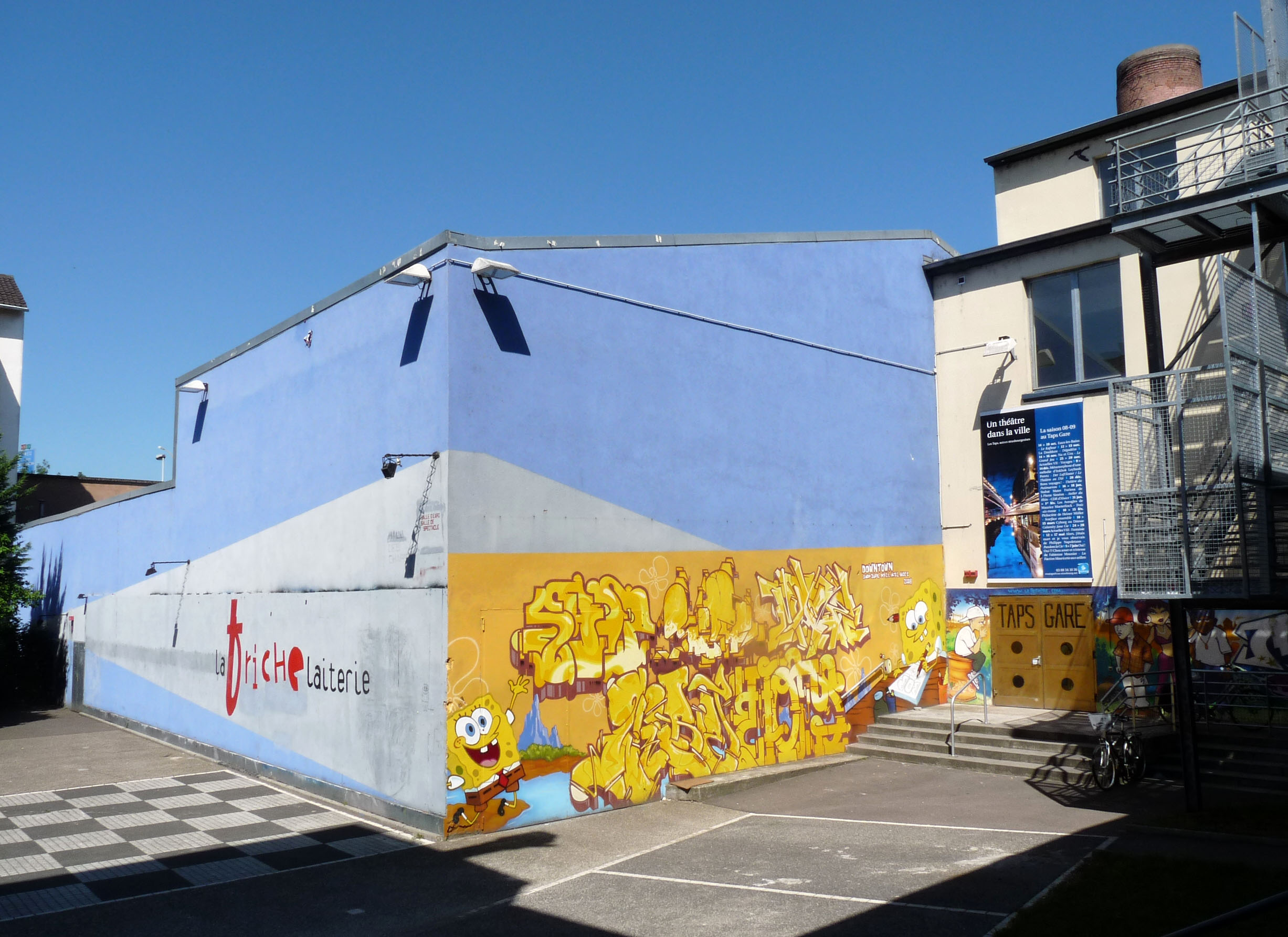
Vue sur Le Hall des Chars (2009)

À Strasbourg, La Friche Laiterie est une association consacrée aux arts vivants. À travers la mise en place de résidences et un travail d'aide au développement des projets artistiques au Hall des Chars, elle favorise le soutien à la création émergente et/ou singulière, mais aussi l'interdisciplinarité sur scène et à travers la ville.

## Locaux
Alors qu'Artefact-PRL ou le CAJ-Molodoï ont investi le site de La Laiterie dès sa transformation par la municipalité de Catherine Trautmann dans les années 1990, la Friche Laiterie est la benjamine des structures culturelles présentes. Sans doute de ce fait, la Friche Laiterie dispose-t-elle de locaux répartis de façon non contiguë à travers la Laiterie ; la salle des Colonnes jouxte les bureaux, mais il faut ressortir par le hall d'accueil de la Fabrique de Théâtre pour accéder au Hall des Chars.
Des travaux ont été effectués dans le Hall des Chars durant l'été 2010, à l'initiative de la Ville de Strasbourg. Accessibilité pour les personnes à mobilité réduite, mise aux normes électrique, installation d'un grill technique, installation d'un plateau pour la danse, rénovation des loges, du bar et de la billetterie, ce lieu dispose désormais de nombreux atouts. Toujours gérée par la Friche Laiterie, le Hall des Chars a rouvert ses portes à la rentrée 2010.

## Historique
Lorsque le Conservatoire a quitté le site de la Laiterie pour s'installer place de l’Étoile en 2006, s'est posée la question de la destination des locaux laissés vacants. Un collectif de compagnies de théâtre réuni par le Synavi  a alors proposé à la municipalité d'en assurer la gestion au profit de la recherche artistique, tout en s'intéressant à une relation plus directe au public facilitée par la gratuité. Le bâtiment du Hall des Chars (qui rassemble un théâtre, une salle d'exposition et un bar) mais aussi deux bureaux ainsi que l'ancienne bibliothèque du Conservatoire (rapidement rebaptisée Salle des Colonnes) ont été attribués à ce collectif qui prend pour nom La Friche Laiterie.
Ce collectif s'est constitué en Association au début de l'année 2006 pour permettre la création juridique de La Friche Laiterie. L'association obtient un soutien financier de la Ville de Strasbourg, de la DRAC Alsace, du Conseil Général du Bas-Rhin et de la Région Alsace sur présentation d'un projet.
Le 24 juin 2006, cette nouvelle structure organise une fête inaugurale marquant le début de son activité et de sa programmation.
L'acteur et dramaturge Yves Reynaud devient à cette occasion le directeur artistique du lieu.
De 2006 à 2009, Luc Jambois, directeur de l'OGACA, occupe les fonctions de président de l'association.
Une série de laboratoires est présentée au public, à la suite d'un appel à projets lancé par le conseil d'administration.
En juin 2008, la comédienne et metteuse en scène Delphine Crubézy coordonne 24 heures de propositions et de performances artistiques basée sur La Vie mode d'emploi roman de Georges Perec, à l'occasion des 30 ans de la parution de cette œuvre. Parallèlement, de nouveaux laboratoires ont lieu au cours de l'année.
Au début de la saison culturelle 2008/2009, 59 compagnies, artistes plasticiens, musiciens, danseurs ou comédiens sont membres de la Friche Laiterie. En tant que structure culturelle, l'association qui gère le Hall des Chars réussit à fédérer la scène culturelle régionale.
À l'issue de l'assemblée générale de 2009, deux des trois permanents sont licenciés à la suite de difficultés budgétaires. Luc Jambois ne souhaitant pas se représenter, un nouveau conseil d'administration, présidé par la metteuse en scène Sonia Oster, est élu. Il se donne comme objectif de développer des projets fédérateurs. En décembre 2009, une première manifestation intitulée « Inculto » permet à une vingtaine de projets d'être présentée au public. Une seconde manifestation fédératrice ayant pour thème « art et féminisme » est organisée au premier trimestre 2010.
Financés par la Ville de Strasbourg, d'indispensables travaux de réhabilitation et de remise aux normes du Hall des Chars ont lieu pendant l'été 2010.
Face à des difficultés de structuration, l'assemblée générale du 7 juin 2010 confie, pour la première fois, le conseil d'administration de la Friche Laiterie à une équipe constituée ayant un pré-projet. Cette équipe se présente sur liste bloquée. Le comédien Denis Marc est élu président. Cette équipe est réélue lors de l'assemblée du 28 juin 2011.

## Accessibilité
Les salles de spectacle de la Friche Laiterie bénéficient de la bonne desserte du quartier. Les lignes B et F s'arrêtent à proximité à la station Laiterie. Les lignes 2, 10 et 15 du bus disposent également d'un arrêt non loin.
Un parking se trouve à l'arrière du site.